# کامائکستوس
کامائکستوس (نام علمی: Chamaecostus cuspidatus) نام یک گونه از تیره مارپیچ‌زنجبیلیان است.